# Diagrama de Carroll

Un diagrama de Carroll simple.

Un diagrama de Carroll es un diagrama usado para agrupar cosas de una manera sí/no. Números y objetos son categorizados como x (teniendo una cualidad x) o no x (no teniendo este atributo). Son llamados así en alusión al matemático Lewis Carroll.[cita requerida]

Un diagrama de Carroll más complejo.

El universo de un diagrama de Carroll se contiene dentro de las cajas en el diagrama, como cualquier número u objeto tiene que, o tener una cualidad, o no tenerla.[cita requerida]
Los diagramas de Carroll representan una manera muy ordenada y útil de categorizar y exhibir ciertos tipos de información.[cita requerida]
Estos diagramas usados muy frecuentemente en la teoría de conjuntos aplicada a estructuras computacionales, son de gran ayuda en el manejo de las estructuras booleanas donde se manejan los estados de los circuitos electrónicos como 1 y 0 en el sistema binario (encendido y apagado).[cita requerida]
El daigrama de Carroll es una evolución del diagrama de Venn, que tiene problemas para representar todas las regiones existentes cuando el número de conjuntos es mayor a tres.[cita requerida]